# Rodrigo Vargas
Rodrigo Vargas, né le 20 octobre 1978 à Melbourne en Australie, est un footballeur international australien, qui évolue au poste de défenseur. 
Il compte deux sélections en équipe nationale en 2009.

## Biographie

### Carrière de joueur
Rodrigo Vargas dispute 14 matchs en Ligue des champions d'Asie, pour deux buts inscrits.

### Carrière internationale
Rodrigo Vargas compte deux sélections avec l'équipe d'Australie en 2009. 
Il est convoqué pour la première fois par le sélectionneur national Pim Verbeek pour un match des éliminatoires de la Coupe d'Asie 2011 contre l'Indonésie le 28 janvier 2009 (0-0). Il reçoit sa dernière sélection le 5 mars 2009 contre le Koweït (défaite 1-0).

## Palmarès
- Avec le Melbourne Victory
  - Champion d'Australie en 2007 et 2009